# Шмаль, Славомир
Славомир Шмаль (пол. Sławomir Szmal; род. 2 октября 1978, Стшельце-Опольске, Польша) — польский гандболист и тренер, вратарь сборной Польши. Серебряный (2007) и дважды бронзовый (2009, 2015) призёр чемпионатов мира в составе национальной сборной, чемпион Польши 2012—2017 годов в составе «Виве Таурон Кельце». Награждён Золотым Крестом Заслуги и Рыцарским крестом ордена Возрождения Польши.
В 2009 году в результате интернет-голосования был признан лучшим гандболистом года в мире по версии Международной федерации гандбола, став первым поляком, удостоенным этого звания.
В составе сборной дебютировал в 1998 году, провёл более 290 матчей, являясь рекордсменом в истории сборной по этому показателю. Участник Олимпийских игр 2008 года, где поляки заняли пятое место, уступив в четвертьфинале сборной Исландии (30:32).
Хобби: теннис, бильярд, сёрфинг.

## Достижения
- Серебряный (2007) и бронзовый (2009, 2015) призёр чемпионатов мира.
- Победитель Лиги чемпионов (2015/16), бронзовый призёр Лиги чемпионов (2012/13, 2014/15).
- 6-кратный чемпион Польши (2011/12—2016/17).
- 7-кратный обладатель Кубка Польши (2001/02, 2011/12—2016/17).

## Государственные награды
- Золотой Крест Заслуги (5 февраля 2007) — за выдающиеся спортивные достижения[2].
- Кавалерский крест ордена Возрождения Польши (12 февраля 2015) — за выдающиеся спортивные достижения и продвижение Польши в мире[3].

## Статистика
| Сезон     | Клуб              | Лига                 | Матчи | Голы | 7-метр | Голы |
| --------- | ----------------- | -------------------- | ----- | ---- | ------ | ---- |
| 2003-04   | ТуС Люббеке       | 2 Бундеслига (Север) | 31    | 0    | 0      | 0    |
| 2004-05   | ТуС Люббеке       | Бундеслига           | 13    | 0    | 0      | 0    |
| 2005-06   | Райн-Неккар Лёвен | Бундеслига           | 29    | 0    | 0      | 0    |
| 2006-07   | Райн-Неккар Лёвен | Бундеслига           | 33    | 0    | 0      | 0    |
| 2007/08   | Райн-Неккар Лёвен | Бундеслига           | 30    | 0    | 0      | 0    |
| 2008/09   | Райн-Неккар Лёвен | Бундеслига           | 30    | 0    | 0      | 0    |
| 2009-10   | Райн-Неккар Лёвен | Бундеслига           | 32    | 0    | 0      | 0    |
| 2004-2010 | Итого             | Бундеслига           | 167   | 0    | 0      | 0    |